# Keranggan
Keranggan is een bestuurslaag in het regentschap Muaro Jambi van de provincie Jambi, Indonesië. Keranggan telt 762 inwoners (volkstelling 2010).